# 로니를 찾아서
"로니를 찾아서"는 2009년에 개봉한 대한민국의 영화이다.

## 줄거리
너는 그런 적 없어? 왜 누구나 한번쯤은 다 방심하잖아!
안산의 어느 태권도장의 사범인 인호는 계속 떨어지는 관원수를 모집하기 위해서 있는 돈을 다 털어 시범대회를 준비한다. 시범대회는 멋지게 마무리 되었다. 그러나 시범대회 도중에 갑자기 나타난 방글라데시의 체력짱 로니와 대련을 붙다가 한방에 떨어져나간 인호. 덕분에 태권도장은 망할 위기에 처하게 되고, 인호는 수치심에 동네에서 고개를 들 수 없는데…. 복수심에 불탄 인호는 로니를 찾아 다니다 로니의 친구 뚜힌을 만나게 되지만 별 소득이 없다. 하지만 뚜힌은 로니를 찾는다는 핑계로 끈질기게 인호 주변을 맴돌며 계속 인호의 신경을 긁는데…. 과연 인호는 로니를 찾을 수 있을까?.

## 캐스팅
- 유준상 : 인호 역
- 로빈 쉬엑 : 뚜힌 역
- 박영서 : 진수 역
- 마붑 알엄 : 로니 역
- 류의현 : 철수 역
- 최희원 : 정아 역
- 진용욱 : 친구사범 역
- 손영순 : 할머니 역
- 김추월 : 슈퍼 아줌마 역
- 김기승 : 번영회장 역
- 이항수 : 사내 1 역
- 권태원 : 사내 2 역
- 곽인준 : 공장 사장 역
- 김철홍 : 취객 역
- 박대영 : 복덕방 사장 역
- 노승범 : 노래방 사장 역
- 정민성 : 유통회사 직원 역
- 박충선 : 삼룡 역 (특별출연)
- 기주봉 : 충식 역 (특별출연)
- 김호정 : 미선 역 (특별출연)
- 박길수 : 경찰 역 (특별출연)

## 수상
- 2009년 제10회 전주국제영화제 JJ-Star상 - 특별언급